# Schaghajegh Nosrati
Shaghayegh Nosrati, née le 16 avril 1989 à Bochum est une pianiste allemande.

## Biographie
Ses parents, Masoud et Faravak Nosrati, sont iraniens. Après la révolution islamique de 1979, victimes de persécutions politiques, ils sont contraints à abandonner leurs études et en 1983 s'enfuient en Allemagne. La musique classique joue un rôle important dans la famille Nosrati. Schaghajegh Nosrati commence à prendre des leçons de piano à l'âge de quatre ans. À huit ans, elle devient l'élève du pianiste et musicologue Rainer Maria Klaas à Recklinghausen. En 2007, elle est acceptée comme étudiante par Einar Steen-Nøkleberg au conservatoire de Hanovre. En 2015, elle obtient sa maîtrise avec Christopher Oakden et en 2017 réussit son examen de concert avec Ewa Kupiec.

### Carrière musicale
En 2006, elle remporte le premier prix des 16-18 ans et le prix spécial des Modernes au concours Rotary pour les jeunes (Rotary Klavierwettbewerb Jugend) d'Essen. En 2014, elle remporte le deuxième prix du Concours international Bach de Leipzig. En 2015, elle réalise son premier enregistrement avec un enregistrement de l' Art de la Fugue de Johann Sebastian Bach qui reçoit un accueil positif de la critique,.
En décembre 2016, elle fait ses débuts avec l'Orchestre de chambre allemand (Deutscher Kammerorchester) de Berlin dans la salle de musique de chambre de la philharmonie de Berlin et interprète les concertos pour piano en ré mineur BWV 1052 et mi majeur BWV 1053 de Jean-Sébastien Bach dans la première exécution mondiale de la version du compositeur allemand Frank Zabel.

### Orientations musicales
Le répertoire de Schaghajegh Nosrati comprend la plupart des œuvres pianistiques du baroque au moderne. Se concentrant sur les œuvres de Bach, elle interprète aussi volontiers d’autres compositeurs comme Charles-Valentin Alkan.
Elle a également une certaine prédilection pour les œuvres de Sergueï Rachmaninov : en décembre 2016 elle interprète sa rhapsodie sur un thème de Paganini avec l'Orchestre symphonique de Bochum dirigé par Steven Sloane (en) au Bochum Musikzentrum (de).

## Discographie
- Johann Sebastian Bach - The Art Of Fugue BWV 1080 (CD) Genuin GEN 15374 - 2015
- Johann Sebastian Bach  Deutsches Kammerorchester Berlin - Keyboard Concertos BWV 1052 – 1054 (CD) GENUIN GEN 17482 - 2017
- Charles-Valentin Alkan - Concerto Pour Piano Seul ∙ Esquisses ∙ Toccatina ∙ Étude Alla Barbaro (CD) Avi-Music – 8553104 - 2019